# Orel Mangala
Orel Mangala (Bruselas, 18 de marzo de 1998) es un futbolista belga que juega de centrocampista en el Olympique de Lyon de la Ligue 1.

## Selección nacional
El 26 de marzo de 2022 debutó con la selección de Bélgica en un amistoso ante Irlanda que finalizó en empate a dos.

### Participaciones en Eurocopas
| Copa          | Sede     | Resultado        | Partidos | Goles |
| ------------- | -------- | ---------------- | -------- | ----- |
| Eurocopa 2024 | Alemania | Octavos de final | 4        | 0     |

## Estadísticas

### Clubes
Actualizado al último partido disputado el 1 de diciembre de 2024.
| Club                               | Div.          | Temporada     | Liga  | Liga  | Liga   | Copas nacionales | Copas nacionales | Copas nacionales | Copas internacionales | Copas internacionales | Copas internacionales | Total | Total | Total  |
| Club                               | Div.          | Temporada     | Part. | Goles | Asist. | Part.            | Goles            | Asist.           | Part.                 | Goles                 | Asist.                | Part. | Goles | Asist. |
| ---------------------------------- | ------------- | ------------- | ----- | ----- | ------ | ---------------- | ---------------- | ---------------- | --------------------- | --------------------- | --------------------- | ----- | ----- | ------ |
| VfB Stuttgart II · Alemania        | 4.ª           | 2017-18       | 1     | 0     | 0      | ―                | ―                | ―                | ―                     | ―                     | ―                     | 1     | 0     | 0      |
| VfB Stuttgart II · Alemania        | Total club    | Total club    | 1     | 0     | 0      | 0                | 0                | 0                | 0                     | 0                     | 0                     | 1     | 0     | 0      |
| VfB Stuttgart · Alemania           | 1.ª           | 2017-18       | 20    | 0     | 0      | 1                | 0                | 0                | —                     | —                     | —                     | 21    | 0     | 0      |
| Hamburgo S. V. · Alemania          | 2.ª           | 2018-19       | 29    | 0     | 2      | 5                | 1                | 2                | —                     | —                     | —                     | 34    | 1     | 4      |
| Hamburgo S. V. · Alemania          | Total club    | Total club    | 29    | 0     | 2      | 5                | 1                | 2                | 0                     | 0                     | 0                     | 34    | 1     | 4      |
| VfB Stuttgart · Alemania           | 2.ª           | 2019-20       | 29    | 1     | 2      | 3                | 0                | 0                | —                     | —                     | —                     | 32    | 1     | 2      |
| VfB Stuttgart · Alemania           | 1.ª           | 2020-21       | 24    | 1     | 3      | 3                | 0                | 0                | —                     | —                     | —                     | 27    | 1     | 3      |
| VfB Stuttgart · Alemania           | 1.ª           | 2021-22       | 28    | 1     | 3      | 1                | 0                | 0                | —                     | —                     | —                     | 29    | 1     | 3      |
| VfB Stuttgart · Alemania           | Total club    | Total club    | 101   | 3     | 8      | 8                | 0                | 0                | 0                     | 0                     | 0                     | 109   | 3     | 8      |
| Nottingham Forest F. C. Inglaterra | 1.ª           | 2022-23       | 27    | 1     | 1      | 4                | 0                | 0                | ―                     | ―                     | ―                     | 31    | 1     | 1      |
| Nottingham Forest F. C. Inglaterra | 1.ª           | 2023-24       | 20    | 1     | 0      | 2                | 0                | 0                | ―                     | ―                     | ―                     | 22    | 1     | 0      |
| Nottingham Forest F. C. Inglaterra | Total club    | Total club    | 47    | 2     | 1      | 6                | 0                | 0                | 0                     | 0                     | 0                     | 53    | 2     | 1      |
| Olympique de Lyon Francia          | 1.ª           | 2023-24       | 8     | 2     | 0      | 4                | 0                | 0                | —                     | —                     | —                     | 12    | 2     | 0      |
| Olympique de Lyon Francia          | 1.ª           | 2024-25       | 1     | 0     | 0      | —                | —                | —                | ―                     | ―                     | ―                     | 1     | 0     | 0      |
| Olympique de Lyon Francia          | Total club    | Total club    | 9     | 2     | 0      | 4                | 0                | 0                | 0                     | 0                     | 0                     | 13    | 2     | 0      |
| Everton F. C. Inglaterra           | 1.ª           | 2024-25       | 10    | 0     | 0      | 1                | 0                | 0                | —                     | —                     | —                     | 11    | 0     | 0      |
| Everton F. C. Inglaterra           | Total club    | Total club    | 10    | 0     | 0      | 1                | 0                | 0                | 0                     | 0                     | 0                     | 11    | 0     | 0      |
| Total carrera                      | Total carrera | Total carrera | 197   | 7     | 11     | 24               | 1                | 2                | 0                     | 0                     | 0                     | 221   | 8     | 13     |